# 长毛荚黄耆
长毛荚黄耆（学名：Astragalus macrotrichus）是豆科黄芪属的植物。分布在中国大陆的内蒙古、山西、新疆、甘肃等地，生长于海拔1,000米至4,000米的地区，多生长于干旱草原针茅群丛中及戈壁滩上，目前尚未由人工引种栽培。